# Ceraclea trifurca
Ceraclea trifurca är en nattsländeart som beskrevs av Yang och Morse 1988. Ceraclea trifurca ingår i släktet Ceraclea och familjen långhornssländor. Inga underarter finns listade i Catalogue of Life.